# Mile Cărpenișan
Mile Cărpenișan (n. 23 august 1975, Timișoara, România – d. 22 martie 2010, Timișoara, România) a fost un jurnalist român și corespondent de război pentru Antena 1 și Antena 3.
Jurnalistul Mile Cărpenișan a încetat din viață la doar 34 de ani, după ce fusese mai multe zile în comă.
El era internat de câteva zile la Spitalul Județean Timișoara, după ce suferise un blocaj renal și un șoc septic, declanșat de un furuncul.
Directorul Spitalului Județean din Timișoara, Gheorghe Nodici, a declarat, luni, pentru Mediafax, că medicii se așteptau la decesul jurnalistului, în condițiile în care starea acestuia se agravase: „Starea acestuia s-a înrăutățit în ultimele zile și ne așteptam să se întâmple asta„. Surse medicale au precizat că decesul jurnalistului a survenit ca urmare a unui stop cardiac.
Mile Cărpenișan a devenit cunoscut ca jurnalist de război, grație corespondențelor sale din Iugoslavia, Irak și din zonele afectate de tsunami-ul asiatic. El a fost timp de mai bine de 10 ani corespondent special al posturilor de televiziune Antena 1 și Antena 3, până în 2008, când a ales să lucreze ca freelancer.
Mile Cărpenișan și-a dedicat ultimele săptămâni din viață unei campanii umanitare prin care încerca să salveze viața unui tânăr de 29 de ani, bolnav de leucemie. Cu doar o lună în urmă, jurnalistul își scosese la licitație casca militară pe care o folosise în Irak, intenționând să doneze banii obținuți la licitație tânărului bolnav de leucemie.